# Artistic License
La llicència artística és una llicència de codi obert que s'utilitza per a determinats paquets de programari lliure i de codi obert, sobretot la implementació estàndard del llenguatge de programació Perl i la majoria dels mòduls CPAN, que tenen llicència dual sota la llicència artística i la llicència pública general (GPL) de GNU.

## Història

### Llicència artística 1.0
La llicència artística original va ser escrita per Larry Wall. El nom de la llicència és una referència al concepte de llicència artística.
Que la llicència artística original sigui o no una llicència de programari lliure està en gran part incògnita. La Free Software Foundation va anomenar explícitament la llicència artística original com una llicència no lliure, criticant-la com "massa vaga; alguns passatges són massa intel·ligents per al seu propi bé, i el seu significat no és clar". La FSF va recomanar que la llicència no s'utilitzi per si sola, però va aprovar l'enfocament comú de llicència dual AL/GPL per als projectes Perl.
En resposta a això, Bradley Kuhn, que més tard va treballar per a la Free Software Foundation, va fer una redacció mínima per aclarir els passatges ambigus. Aquesta es va publicar com a llicència artística clarificada i va ser aprovada per la FSF. L'utilitzen el Paros Proxy, el conjunt d'eines JavaFBP i NcFTP.
Els termes de la llicència artística 1.0 estaven en qüestió a Jacobsen v. Katzer en la sentència inicial de 2009 del tribunal de districte dels Estats Units per al districte nord de Califòrnia va declarar que les llicències semblants a FOSS només es podien fer complir mitjançant la llei de contractes en lloc de la llei de drets d'autor, en contextos en què els danys contractuals serien difícils d'establir. En apel·lació, un tribunal d'apel·lació federal "va determinar que els termes de la llicència artística són condicions de drets d'autor exigibles". El cas es va remetre a l'Audiència de Districte, que no va aplicar els criteris del tribunal superior al considerar que, entre tant, s'havia modificat el precedent del Tribunal Suprem de govern aplicable al cas. No obstant això, això va deixar tranquil·la la constatació que una llicència gratuïta i de codi obert té, tanmateix, un valor econòmic. Jacobsen es va imposar finalment l'any 2010, i el cas va establir un nou estàndard que feia que els termes i condicions de la llicència artística 1.0 s'aplicaven a través dels estatuts de drets d'autor i precedents rellevants.

### Llicència artística 2.0
En resposta al procés de sol·licitud de comentaris (RFC) per millorar la posició de llicència per a Raku, Roberta Cairney i Allison Randal van reescriure àmpliament l'esborrany de Kuhn per a la llegibilitat i la claredat legal, amb l'aportació de la comunitat Perl. Això va donar lloc a la llicència artística 2.0, que ha estat aprovada tant com a llicència de programari lliure com de codi obert.
La llicència artística 2.0 també destaca per la seva excel·lent compatibilitat de llicències amb altres llicències FOSS a causa d'una clàusula de rellicència, propietat que manca a altres llicències com la GPL.
Ha estat adoptat per algunes de les implementacions de Raku, el marc Mojolicious i el NPM. També l'utilitza l'emulador SNEeSe, que abans tenia llicència sota la llicència artística clarificada.
L'OSI recomana que tots els desenvolupadors i projectes que llicencian els seus productes amb la llicència artística adoptin la llicència artística 2.0.